# Canyon-SRAM Racing
Canyon-SRAM Racing (Kod UCI: CSR) – niemiecka profesjonalna kobieca grupa kolarska, sponsorowana przez amerykańską firmę produkującą osprzęt rowerowy SRAM oraz producenta rowerów - Canyon Bicycles. Zespół powstał w 2003 roku na niemieckiej licencji, pod nazwą Team T-Mobile. W latach 2003–2011 oraz 2013-2014 zespół startował na licencji amerykańskiej. 
Zespół ten zdobywał złote medale w drużynowej jeździe na czas podczas szosowych mistrzostw świata w Valkenburgu w 2012 roku, rozgrywanych rok później mistrzostw świata we Florencji, a także w 2015 roku w Richmond. Ponadto w sezonie 2008 grupa zwyciężyła w klasyfikacji drużynowej Pucharu Świata kobiet w kolarstwie szosowym.

## Nazwa grupy w poszczególnych latach
| lata      | nazwa                         |
| --------- | ----------------------------- |
| 2003      | Team T-Mobile                 |
| 2004–2007 | Team T-Mobile Women           |
| 2007–2008 | Team High Road Women          |
| 2008      | Team Columbia Women           |
| 2009      | Team Columbia-High Road Women |
| 2009      | Team Columbia-HTC Women       |
| 2010      | Team HTC-Columbia Women       |
| 2011      | HTC-Highroad Women            |
| 2012      | Team Specialized-lululemon    |
| 2013–2014 | Specialized-lululemon         |
| 2015      | Velocio-SRAM                  |
| od 2016   | Canyon-SRAM Racing            |

## Obecny skład (2024)
| Skład drużyny 2024       | Skład drużyny 2024   | Skład drużyny 2024 | Skład drużyny 2024                          |
| Imię i nazwisko          | Data urodzenia       | Państwo            | Poprzednia grupa                            |
| ------------------------ | -------------------- | ------------------ | ------------------------------------------- |
| Zoe Bäckstedt            | 24 września 2004     | Wielka Brytania    | EF Education-TIBCO-SVB (2023)               |
| Ricarda Bauernfeind      | 1 kwietnia 2000      | Niemcy             | Canyon//SRAM Generation (2022)              |
| Shari Bossuyt            | 5 września 2000      | Belgia             | NXTG Racing (2021)                          |
| Neve Bradbury            | 11 kwietnia 2002     | Australia          |                                             |
| Elise Chabbey            | 24 kwietnia 1993     | Szwajcaria         | Équipe Paule Ka (2020)                      |
| Tiffany Cromwell         | 6 lipca 1988         | Australia          | Orica-AIS (2013)                            |
| Justyna Czapla           | 24 stycznia 2004     | Niemcy             | Canyon//SRAM Generation (2023)              |
| Chloé Dygert             | 1 stycznia 1997      | Stany Zjednoczone  | Sho-Air Twenty20 (2020)                     |
| Alex Morrice             | 25 kwietnia 2000     | Wielka Brytania    |                                             |
| Antonia Niedermaier      | 20 lutego 2003       | Niemcy             | Canyon//SRAM Generation (2022)              |
| Katarzyna Niewiadoma     | 29 września 1994     | Polska             | WM3 (2017)                                  |
| Soraya Paladin           | 4 maja 1993          | Włochy             | Liv Racing (2021)                           |
| Agnieszka Skalniak-Sójka | 22 kwietnia 1997     | Polska             | Atom Deweloper-Posciellux.pl-Wrocław (2022) |
| Alice Towers             | 12 października 2002 | Wielka Brytania    | Le Col-Wahoo (2022)                         |
| Maike van der Duin       | 12 września 2001     | Holandia           | Le Col-Wahoo (2022)                         |
|                          |                      |                    |                                             |
| Źródło: ProCyclingStats  |                      |                    |                                             |